# NGC 698
NGC 698 ist eine Balken-Spiralgalaxie vom Hubble-Typ SBab im Sternbild Fornax am Südsternhimmel. Sie ist schätzungsweise 366 Millionen Lichtjahre von der Milchstraße entfernt und hat einen Durchmesser von etwa 100.000 Lichtjahren. Wahrscheinlich bildet sie mit NGC 696 ein gravitativ gebundenes Galaxienpaar.

Im selben Himmelsareal befindet sich u. a. die Galaxie IC 1739.
Das Objekt wurde am 29. November 1837 von dem britischen Astronomen John Herschel entdeckt.